# باوج (أبو الفارس)
باوج (بالفارسية: باوج) هي منطقة سكنية تقع في إيران في قسم أبو الفارس الريفي. يقدر عدد سكانها بـ 594 نسمة .